# Tipula (Pterelachisus) savionis
Tipula (Pterelachisus) savionis is een tweevleugelige uit de familie langpootmuggen (Tipulidae). De soort komt voor in het Palearctisch gebied.